# Епанчино (озеро)
Епанчино — озеро в Таборинском муниципальном районе Свердловской области, Россия.

## Географическое положение
Озеро расположено в 8 километрах к югу от села Таборы, в междуречье рек Тавда и Большая Емельяшевка (правый приток реки Тавда). Озеро площадью — 6,1 км², с уровнем воды — 67,1 метра, глубина — 2 метра. У восточного берега озера проходит автодорога Таборы — Добрино.

## Описание
Озеро не имеет поверхностного стока. Берега местами заболочены и покрыты лесом. В озере водится карась, гольян и гнездится водоплавающая птица.